# Le Dernier Souvenir
Le Dernier Souvenir, op. 79, est une œuvre de la compositrice Mel Bonis, datant de 1909.

## Composition
Mel Bonis compose son Dernier Souvenir sur un poème de Leconte de Lisle en 1909. Il existe trois manuscrit dont un porte la mention raturée de « musique de Henry W. Liadoff » et « à orchestrer ». L'œuvre a été éditée à titre posthume par la maison Fortin Armiane en 2014.

## Analyse
Contrairement à la grande tradition de la mélodie française, Mel Bonis utilisera très peu de textes de grands classiques. Le Dernier Souvenir fait alors figure d'exception, tout comme l'Épithalame, op. 75, sur un texte de Victor Hugo.

## Discographie
Mel Bonis, l'œuvre vocales. Doron musique 2006

## Sources
- Étienne Jardin, Mel Bonis (1858-1937) : parcours d'une compositrice de la Belle Époque, 2020 (ISBN 978-2-330-13313-9 et 2-330-13313-8, OCLC 1153996478, lire en ligne)